# Farrington Ridge
Farrington Ridge är en bergstopp i Antarktis. Den ligger i Västantarktis. Inget land gör anspråk på området. Toppen på Farrington Ridge är 1 300 meter över havet.
Terrängen runt Farrington Ridge är kuperad åt nordväst, men åt sydost är den platt.  Trakten är obefolkad. Det finns inga samhällen i närheten. 